# Villa Verri
La villa Verri è una tipica villa della Brianza, ubicata in piazza Italia, a Biassono.

## Attualità
Oggi la villa è adibita a sede del Municipio. La Biblioteca comunale è ubicata nelle scuderie restaurate.
Possiede un parco ed un giardino, in cui vi è una ghiacciaia.
Adiacente alla villa, nella Cascina Cossa, è situato il Museo Civico Carlo Verri.